# ゆずさん
ゆずさん（本名：佐々木 優〈ささき ゆう〉、1998年（平成10年）9月14日 - ）は、日本のお笑い芸人。吉本興業所属。柴田町地域おこし協力隊員。旧芸名はゆうさん。

## 来歴
宮城県柴田郡柴田町出身。身長157cm、体重56kg。血液型O型。
2020年（令和2年）11月8日、同期の芸人のろくんと跳躍ぴょんぴょんズを結成。2022年（令和4年）12月23日、2年先輩の芸人笹やんとこぐま組を結成。
2024年（令和6年）に千葉県市川市から故郷の柴田町へ戻り、4月1日には柴田町地域おこし協力隊に任命された。それに伴い、柴田町の有名な「雨乞の柚子」をPRするため、同時に芸名をゆうさんからゆずさんに改名した。
同年7月25日には柴田町のイメージキャラクターである「はなみちゃん」と共にお笑いコンビ「ゆずさんとはなみちゃん」を結成し、M-1グランプリ2024に出場した。また、お笑い集団仙台ティーライズ所属で石巻市地域おこし協力隊員の清水狸と共に「ぐずらもずら」としても出場した。

## 人物
- 妹が1人いる。[10]
- 趣味は食事、飲酒、X（旧Twitter） 、ハイキュー鑑賞[5]。
- 特技はダジャレ、宮城弁、節約[5]。